# Diverhøj
Diverhøj var en gravhög i närheten av Trustrup, Danmark. Höger var från bronsåldern (omkring 1400 f.Kr.) som byggts på en tidigare stenåldershög. I högen fanns en sten med hällristningar och skålgropar samt en ekkista med gravgods, bl.a. en bronsyxa. Högen studerades i detalj 1985 i samband med att den förstördes.